# ری اوری
ری اوری ورزشکار مرد رشتهٔ دو و میدانی اهل کشور ایالات متحده آمریکا است. وی در بین سال‌های ‎۱۹۰۰ تا ۱۹۰۸ میلادی در مسابقات بازی‌های المپیک تابستانی در مجموع ۸ مدال طلا را کسب کرد.